# مستصفرة البطيخ
مستصفرة البطيخ (الاسم العلمي: Xanthomonas melonis) هي نوع من البكتيريا يتبع جنس المستصفرة من الفصيلة المستصفرية.